# Baby's Playmate
Baby's Playmate è un cortometraggio muto del 1908 diretto da Lewin Fitzhamon.

## Trama
Un pony richiama l'attenzione dei vigili del fuoco che salvano una ragazza da un pagliaio in fiamme.

## Produzione
Il film fu prodotto dalla Hepworth.

## Distribuzione
Distribuito dalla Hepworth, il film - un cortometraggio di 114 metri - uscì nelle sale cinematografiche britanniche nel luglio 1908.
Si conoscono pochi dati del film che, prodotto dalla Hepworth, fu distrutto nel 1924 dallo stesso produttore, Cecil M. Hepworth. Fallito, in gravissime difficoltà finanziarie, il produttore pensò in questo modo di poter almeno recuperare il nitrato d'argento della pellicola.